# Norrhära (väst Kökar, Åland)
Norrhära är ett skär i Åland (Finland). Det ligger i Skärgårdshavet och i kommunen Kökar i landskapet Åland, i den sydvästra delen av landet. Ön ligger omkring 52 kilometer öster om Mariehamn och omkring 230 kilometer väster om Helsingfors.
Öns area är 0,7 hektar och dess största längd är 130 meter i nord-sydlig riktning. Trakten är glest befolkad. Närmaste större samhälle är Kökar, 5,5 km öster om Norrhära.